# Метью (ураган)

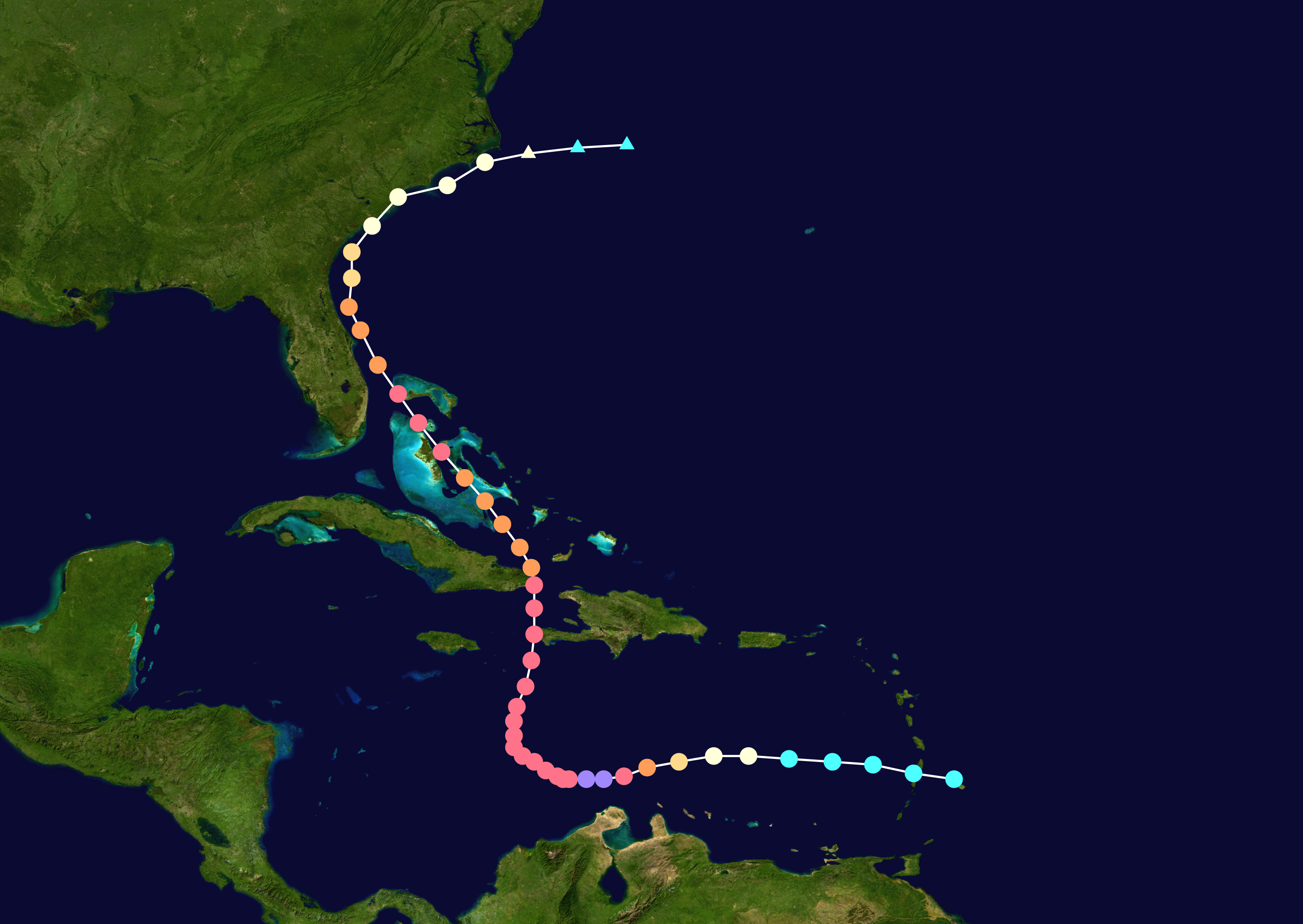
Траєкторія руху «Метью». Колір лінії — за шкалою Саффіра-Сімпсона

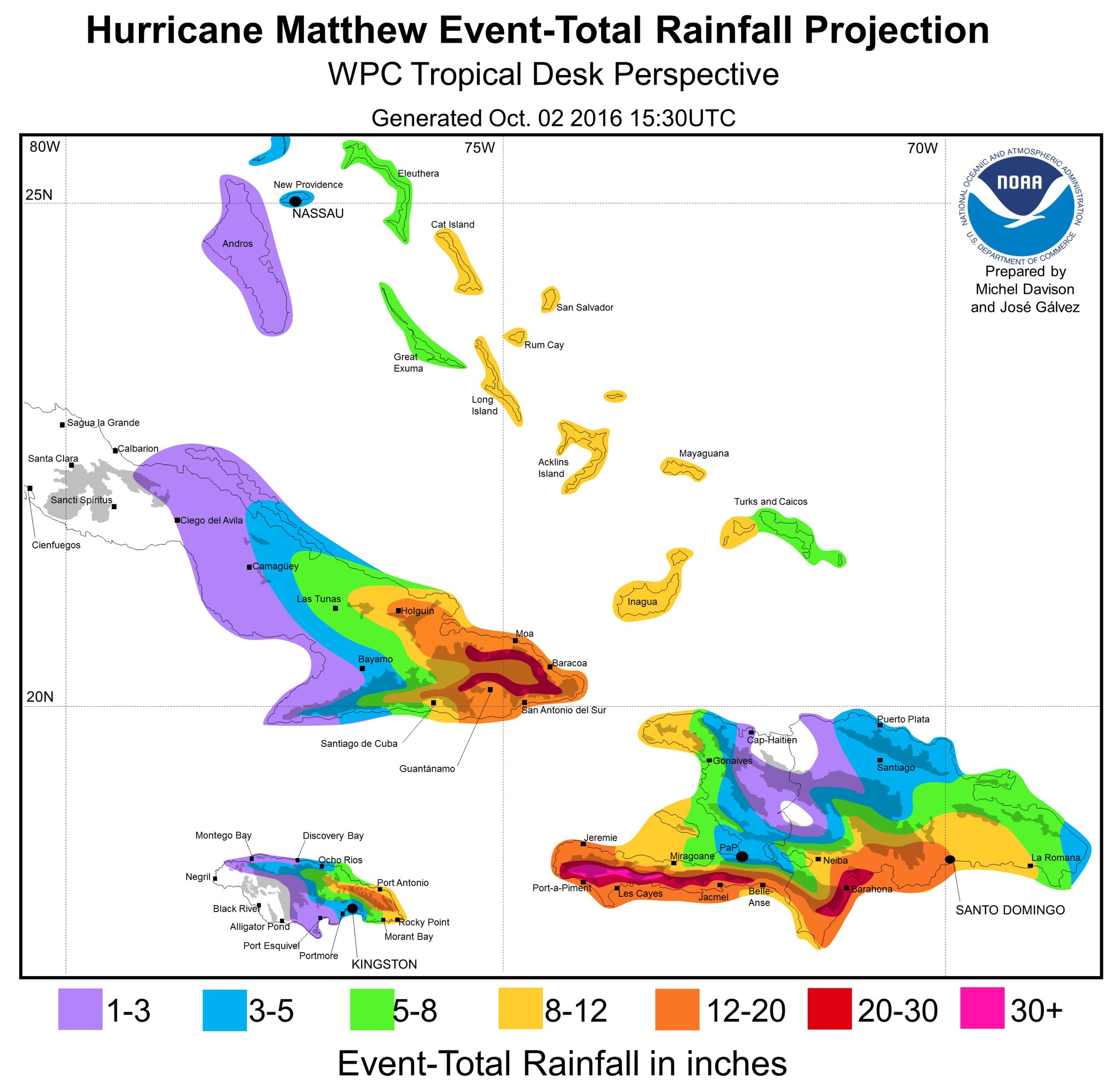
Карта прогнозу опадів в карибському регіоні (стан 2 жовтня)

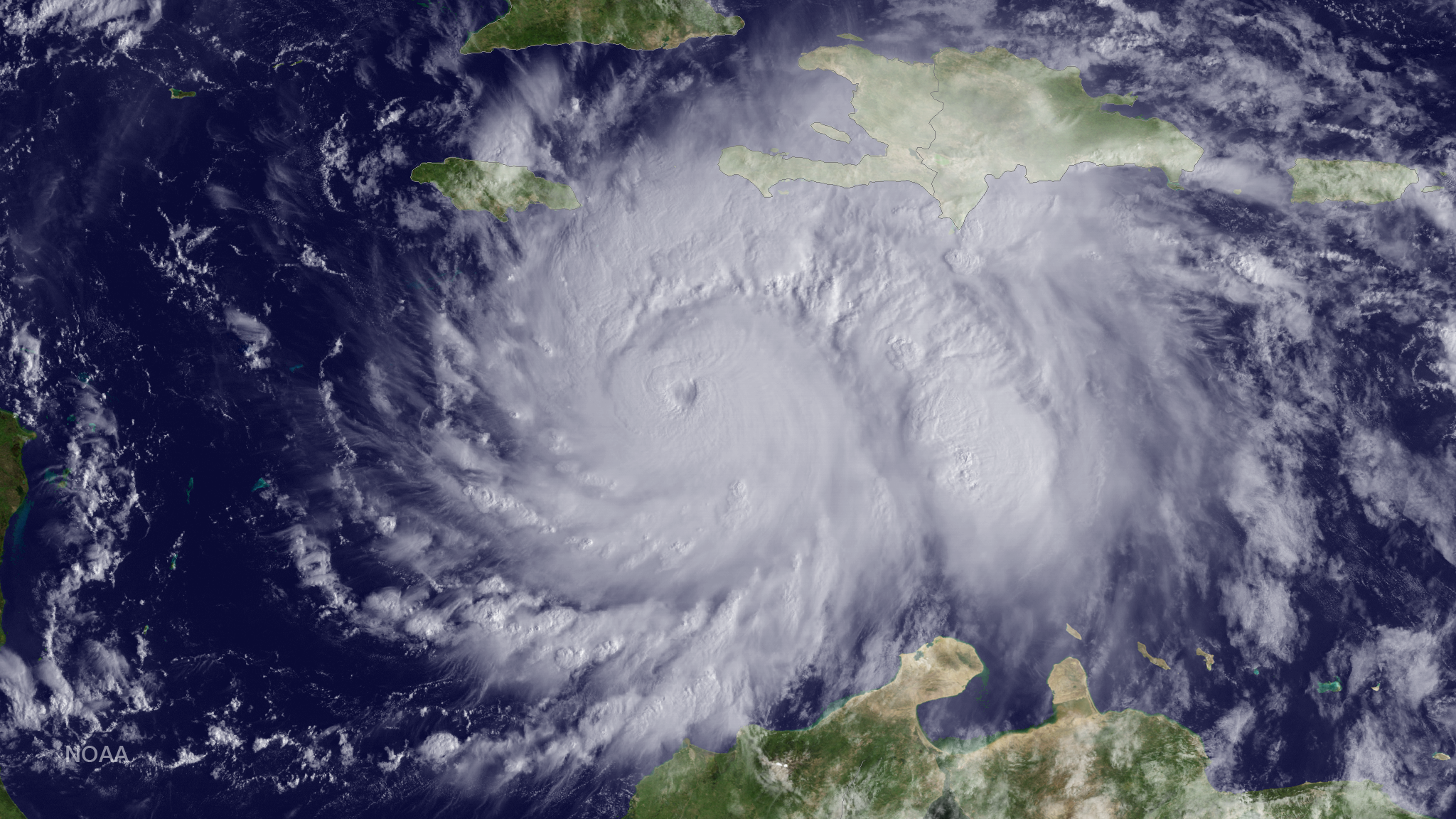
Ураган Метью в районі: Гаїті, Ямайка і Куба. 3 жовтня 2016 року

Урага́н Ме́тью — потужний тропічний циклон у західній частині Атлантики і Карибському морі, який спостерігали з 28 вересня по 10 жовтня 2016 року. Ураган «Метью» метеорологи назвали найпотужнішим за десятиліття. Це перший ураган п'ятої категорії за шкалою Саффіра-Сімпсона для ураганів в Атлантиці після Ураган Фелікс 2007 р.
Ураган пройшов через острівні країни Карибського моря та уздовж всього півдня Східного узбережжя США, завдав чисельні руйнування та людські жертви (понад 1000 чоловік загиблих, переважною більшістю в Гаїті). Ураган Метью привів до найбільшої гуманітарної катастрофи в Гаїті з моменту землетрусу 2010 року».

## Пересування шторму
З 22 вересня ураган Метью перемістився від Африки і 28 вересня досяг Навітряних (Карибських) островів. Потім він рушив удовж Карибського узбережжя Південної Америки і на початку жовтня повернув на північний захід — мимо Куби, Гаїті, через Багамські острови і далі до узбережжя Флориди, Джорджії, Південної і Північної Кароліни та Вірджинії.
Станом на 5-6 жовтня швидкість вітру на Гаїті сягала 233 кілометрів на годину. До цього ураган атакував Ямайку і Кубу. Губернатори Флориди і Північної Кароліни оголосили надзвичайний стан.
6 жовтня Ураган «Меттью» торкнувся східного узбережжя Куби, де було евакуйовано більше мільйона осіб. Стихія пошкодила дороги, будинки, після чого ураган перемістився в бік Багамських островів.
Президент США Барак Обама оголосив 6 жовтня надзвичайний стан у штаті Флорида. Додатково були мобілізовані тисячі службовців національної гвардії США. Тільки з небезпечної прибережної зони Флориди було евакуйовано понад 3 млн мешканців. З тих, хто вирішив не покидати своїх домівок, 1,2 млн лишилися без електричного струму внаслідок пошкодження ліній електропередач. Також додаткова евакуація була оголошена у штаті Джорджія.. Ураган зачепив території США, на яких загалом проживає понад 26 млн людей.
Швидкість вітру в урагані на південно-східному узбережжі США сягала 220 км/год

## Руйнування
- в порушених ураганом районах Гаїті зруйновані до 90 % будівель. Найбільш сильного руйнування зазнав острів Тібурон та департамент Гранд-Анс.
- у східній провінції Куби Гуантанамо, через яку ураган що ввечорі 4 жовтня рухався на північ із швидкістію 15 км/г із швидкістю вітру 140—220 км/г, ураган зруйнував дороги, спустошив найстаріше місто Куби Баракоа з населенням 82.000 чол. та місто Пунта Калета (Punta Caleta).[8][9]
- в США повінню зруйновано асфальтове покриття доріг, змило кілька невеликих мостів, затопило перші поверхи житлових будинків в чисельних міських кварталах, перевернуло та затопило запарковані автомобілі, вітром зруйновані легкі споруди прибережної та пляжної зони.

## Жертви
- Від наслідків урагану в Гаїті, за повідомленням місцевих урядовців, на 11 жовтня загинуло приблизно 1000 осіб (за офіційним поіменним списком місцевого Агентства цивільного захисту — 336)[10]. Тіла загиблих ховають, як правило, у масових могилах. Внаслідок забруднення вод та інших фактів антисанітарії, спричинених стихією, станом на 9.10.2016 зафіксовані випадки захворювань на холеру.[11]

- США: У штаті Флорида, який першим опинився на шляху урагану, на 8 жовтня було зафіксовано зигибель чотирьох людей. Двох з них прибило поваленими деревами, ще одна літня пара отруїлася чадним газом від генератора ховаючись у власному гаражі[12][13]
Місцева влада штату Північна Кароліна 11 жовтня вранці повідомила про всього 15 загиблих. Це головним чином були люди, які в своїх авто їхали під час повені.[14]
Загалом, згідно повідомленню The Guardian з посиланням на губернатора Північної Кароліни Пета МакКрорі, кількисть загиблих у п'яти південно-східних штатах США вечорі 10 жовтня піднялась до 33. Сюди також входять 12 загиблих у Флориді, по три в Південної Кароліни і Джорджії та один в штаті Вірджинія.[15]

- На Кубі людських жертв зафіксовано не було.

## Заклик ООН
10 жовтня 2016 Управління ООН з координації гуманітарних питань (UN  Office for the Coordination of Humanitarian Affairs, OCHA) заявило, що в південно-західних районах Гаїті, 750.000 людей потребують негайної допомоги — їм потрібна питна вода, електроенергія та їжа протягом перших трьох місяців. ООН екстрено звернулася до країн-донорів із закликом терміново виділити $119.850.000  для допомоги постраждалим на Гаїті.
За даними Міністерства внутрішніх справ Гаїті, 2,1 млн осіб, що дорівнює 19% населення країни постраждало внаслідок урагану і більш ніж 1,4 млн осіб, або 12% населення, потребують термінової допомоги. Влада Гаїті 7 жовтня 2016 року повідомила світову спільноту про те, що внаслідок урагану і спричинених ним тяжких руйнівних наслідків в країні виникла та вирує епідемія холери. Кожного тижня виникає 771 випадок, зареєстровано вже 28559 захворілих. Проводять невідкладні протиепідемічні заходи.

## Динаміка розвитку шторму (координати)
Статистичні показники динаміки шторму комерційної служби погоди Weather Underground, Каліфорнія (скор.)
| Дата       | Час (GMT) | Широта° | Довгота° | Швидкість вітру (Kt) | Тиск | Категорія шторму      |
| ---------- | --------- | ------- | -------- | -------------------- | ---- | --------------------- |
| 28.09.2016 | 15:00     | 13.4    | -60.7    | 60                   | 1008 | тропічний шторм       |
| 29.09.2016 | 21:00     | 14.1    | -67.8    | 75                   | 993  | ураган 1 категорії    |
| 30.09.2016 | 06:00     | 14.1    | -69.3    | 100                  | 979  | ураган 2 категорії    |
| 30.09.2016 | 15:00     | 13.7    | -70.8    | 115                  | 968  | ураган 3 категорії    |
| 30.09.2016 | 21:00     | 13.5    | -71.6    | 140                  | 949  | ураган 4 категорії    |
| 01.10.2016 | 03:00     | 13.3    | -72.3    | 160                  | 941  | ураган 5 категорії    |
| 01.10.2016 | 15:00     | 13.4    | -73.4    | 145                  | 947  | ураган 4 категорії    |
| 02.10.2016 | 03:00     | 13.8    | -73.6    | 150                  | 940  | ураган 4 категорії    |
| 03.10.2016 | 15:00     | 15.6    | -75.0    | 140                  | 941  | ураган 4 категорії    |
| 04.10.2016 | 15:00     | 18.9    | -74.3    | 145                  | 950  | ураган 4 категорії    |
| 05.10.2016 | 15:00     | 21.8    | -75.2    | 120                  | 962  | ураган 3 категорії    |
| 06.10.2016 | 15:00     | 25.1    | -77.8    | 140                  | 940  | ураган 4 категорії    |
| 07.10.2016 | 09:00     | 28.2    | -80.0    | 120                  | 938  | ураган 3 категорії    |
| 08.10.2016 | 03:00     | 31.2    | -80.5    | 105                  | 948  | ураган 2 категорії    |
| 08.10.2016 | 15:00     | 33.0    | -79.4    | 75                   | 967  | ураган 1 категорії    |
| 09.10.2016 | 09:00     | 34.9    | -75.1    | 75                   | 983  | пост-тропічний циклон |
| 09.10.2016 | 21:00     | 35.4    | -72.0    | 75                   | 988  | пост-тропічний циклон |